# 永隆 (唐)
永隆（えいりゅう）は、唐の高宗李治の治世に使用された元号。680年 - 681年。

## 西暦・干支との対照表
| 永隆 | 元年  | 2年   |
| 西暦 | 680年 | 681年 |
| 干支 | 庚辰  | 辛巳  |